# Бишів (Івано-Франківський район)
Биші́в –  село Івано-Франківського району Івано-Франківської області. Входить до складу Дубовецької сільської громади.

## Розташування
Крайнє село Івано-Франківського району, яке межує з Тернопільською областю. Донедавна на території села працювали медпункт, бібліотека, колгосп, ветеринарна аптека, клуб, дитячий садочок, школа (не працює з 31.08.2017). У цей час працює клуб, бібліотека, медпункт та магазин.

## Історія
Згадується 2 січня 1441 року у книгах галицького суду .
У податковому реєстрі 1515 року в селі документується 2 лани (близько 50 га) оброблюваної землі та ще 2 лани тимчасово вільної.
Розпорядженням Ради міністрів Польської Республіки 28 травня 1934 року село передане з Підгаєцького повіту Тернопільського воєводства до Станиславівського повіту Станиславівського воєводства.
1 серпня 1934 р. у межах адміністративної реформи в Другій Польській Республіці село включене до новоствореної об'єднаної сільської ґміни Делеюв
На 1.01.1939 в селі з 1340 населення було 720 українців-грекокатоликів, 360 українців-римокатоликів, 40 поляків, 220 польських колоністів міжвоєнного періоду (у присілку Ворониця Бишівська).
До 2019 року підпорядковувалось Деліївській сільській раді.

## Сьогодення
На території села є реконструйована дерев'яна церква, яка збереглась з часів Другої Світової війни. Недалеко від церкви, у глибині лісу, є капличка Божої Матері. За переказами населення, на тому місці з'являлася Пречиста і з її сліз виникла криниця з цілющою водою. Щорічно там відбуваються богослужіння за участю багатьох священників України. Також є старий польський цвинтар, де поховані пани Баранови (з часів польської окупації). На жаль зараз село малолюдне, проживають в основному люди похилого віку.

## Населення

### Мова
Розподіл населення за рідною мовою за даними перепису 2001 року:
| Мова       | Кількість | Відсоток |
| ---------- | --------- | -------- |
| українська | 285       | 100%     |